# Parco nazionale di Redwood

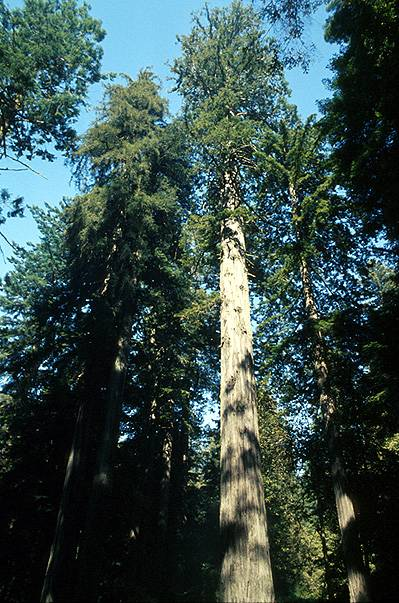
La sequoia di Redwood è la specie più alta del mondo.

Il parco nazionale di Redwood è un parco nazionale degli Stati Uniti, situato lungo le coste californiane dell'oceano Pacifico.
Prende il nome dalle sequoie coast redwood (Sequoia sempervirens), così chiamate per il colore rossastro del legno, che sono gli alberi più alti del mondo. Con i suoi 45.500 ettari il parco protegge il 45% delle esistenti sequoie. Il parco protegge inoltre praterie, risorse culturali e 60 chilometri di coste incontaminate.
Nel 1850 la foresta vergine di sequoie redwood copriva 810.000 ettari della costa settentrionale della California, una zona abitata dai nativi americani per 3.000 anni, quando una piccola corsa all'oro diede inizio a lavori di disboscamento. Gli sforzi della "Save-the-Redwoods League", fondata nel 1918, per difendere tre grandi sequoie, portò all'istituzione di tre parchi statali: "Prairie Creek Redwoods State Park", "Del Norte Coast Redwoods State Park" e "Jedediah Smith Redwoods State Park". Il "Redwood National and State Parks", nome ufficiale del parco, venne istituito nel 1968, quando il 90% degli alberi era già stato abbattuto.
Il National Park Service ed il California Department of Parks and Recreation gestiscono insieme il parco nazionale di Redwood ed i tre parchi statali dal 1994, una collaborazione che resta unica all'interno degli Stati Uniti.
L'ecosistema del parco comprende numerose specie animali a rischio come i pellicani bruni, i goby del tidewater, le aquile di mare testabianca, i salmoni reali, gli allocchi maculati americani e i leoni marini di Steller. Riconoscendone il raro ecosistema e la storia culturale, l'UNESCO ha inserito il parco nella lista dei patrimoni dell'umanità il 5 settembre 1980, e tra le riserve della biosfera il 30 giugno 1983.

## Storia
Circa 3.000 anni fa i nativi americani abitavano l'area del parco. Alcuni gruppi come Yurok, Tolowa, Shasta, Karok, Chilula e Wiyot sono molto legati alla regione. Un censimento del 1852 identificò gli Yurok come popolo più numeroso, con 55 villaggi ed una popolazione stimata di 2.500 unità. Usarono le numerose sequoie che, con la loro grana lineare, potevano facilmente essere trasformate in barche, case e piccoli villaggi. Per gli edifici le assi vennero innalzate una di fianco all'altra, con il lato superiore coperto da cuoio e tenuto insieme da tacche incise nel tetto. Le assi di sequoia vennero usate per creare piccoli tetti spioventi.
Esploratori spagnoli, britannici, russi ed americani visitarono la costa confinante con l'odierno parco a metà del sedicesimo secolo, al fine di commerciare con i popoli autoctoni le pelli delle otarie. Prima dell'arrivo di Jedediah Smith, nel 1828, non si hanno notizie di esploratori bianchi nelle regioni interne. La scoperta di giacimenti d'oro a Trinity Creek nel 1850 richiamò migliaia di minatori, causando inevitabili conflitti; gli indiani vennero cacciati con la forza e, in alcuni casi, massacrati. Nel 1895 solo un terzo degli Yurok viveva in un piccolo villaggio; e, dal 1919, quasi tutti i Chilula erano stati uccisi o assorbiti dalle vicine tribù. I minatori abbatterono gli alberi per utilizzare il legno nell'edilizia; quando questa piccola corsa all'oro terminò, alcuni dei minatori divennero boscaioli, abbattendo molti più alberi di quelli che riuscirono a vendere. Nel 1850 810.000 ettari della costa nord-occidentale della California erano coperti da foreste di sequoie, nel 1910 le sequoie scomparse erano talmente tante da indurre ecologisti e cittadini locali a cercare un modo per difendere le poche rimaste. Nel 1911, il membro della Camera dei Rappresentanti John E. Raker, Californiano, divenne il primo politico a creare una legge che regolamentasse l'istituzione dei parchi nazionali. In quel periodo il Congresso non diede seguito alla cosa.

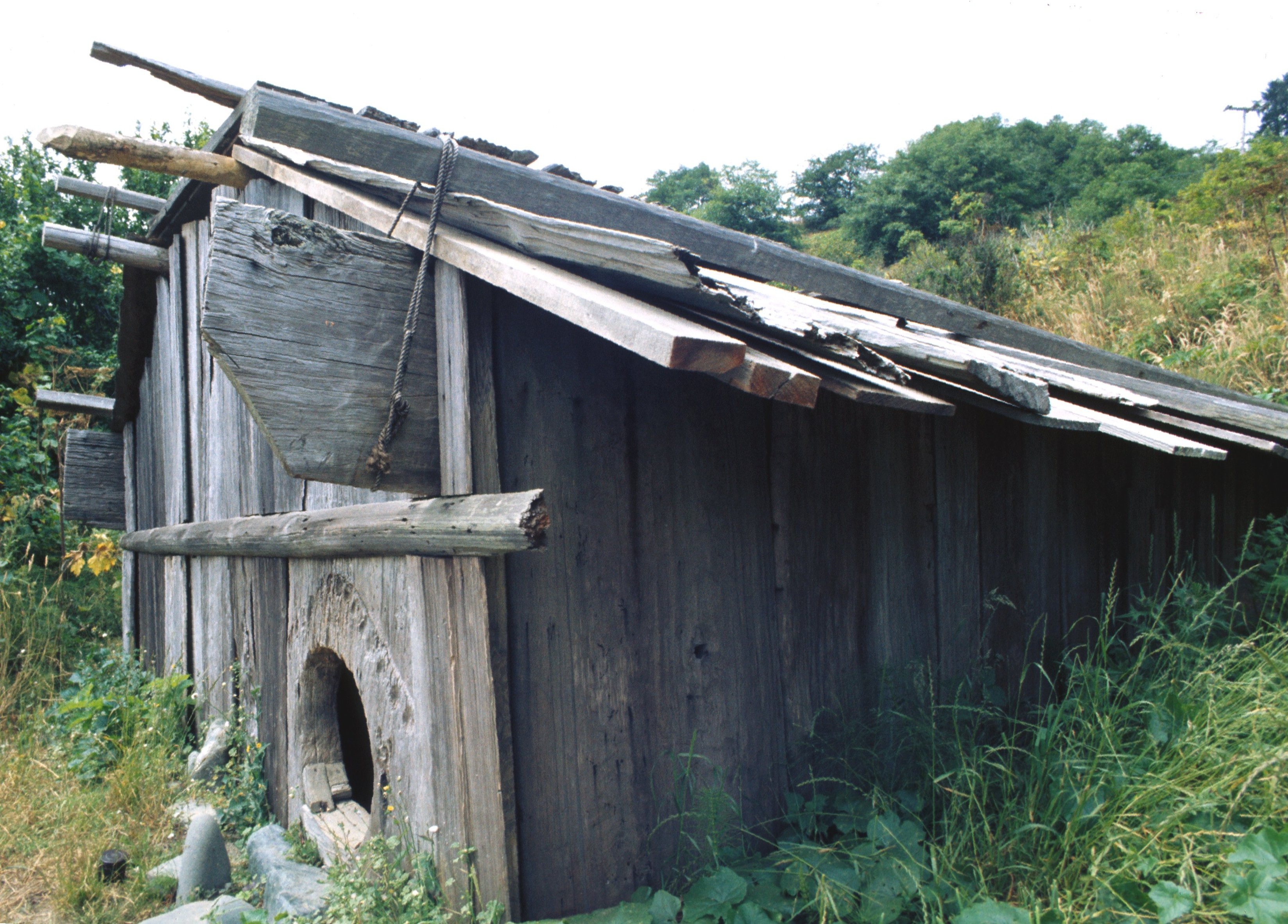
Ricostruzione di un insediamento indiano Yurok fatto di sequoie "redwood"

Il completamento della U.S. Route 101 richiamò sul posto i conservazionisti John C. Merriam, Madison Grant ed Henry Fairfield Osborn. Dopo aver appreso che le terre confinanti con il parco non erano pubbliche, fondarono la Save-the-Redwoods League nel 1918. Usando fondi provenienti dallo stato della California, la Save-the-Redwoods League riuscì a salvare tre piccole macchie di sequoie nei primi anni venti. Quando la California creò un sistema di parchi statali, nel 1927, questi tre boschetti divennero il Prairie Creek Redwoods, il Del Norte Coast Redwoods, ed il Jedediah Smith Redwoods State Parks. A causa della grande richiesta di legna durante la seconda guerra mondiale e del boom edilizio degli anni cinquanta, la creazione del parco nazionale venne rinviata. Gli sforzi profusi dalla Save-the-Redwoods League, dal Sierra Club e dalla National Geographic Society nel tentativo di creare un parco nazionale iniziarono nei primi anni sessanta. Dopo che la cosa venne portata all'attenzione del Congresso, la legge che istituiva il parco nazionale di Redwood venne firmata dal Presidente Lyndon Johnson il 2 ottobre 1968. La Save-the-Redwoods League ed altri enti acquistarono 40.000 ettari che vennero aggiunti ai parchi già esistenti. Nel 1978 vennero aggiunti altri 19.000 ettari. Solo un quinto di questi terreni era coperto da foreste, il resto era già stato disboscato. I parchi federali e statali vengono amministrati congiuntamente dal 1994.
Le Nazioni Unite inserirono il parco nazionale tra i Patrimoni dell'umanità il 5 settembre 1980. Il comitato annotò 50 siti archeologici preistorici che coprono 4.500 anni di storia. Il parco è stato citato, tra le altre cose, anche negli studi fatti dai ricercatori della Humboldt State University. Il parco fa parte della più ampia regione chiamata California Coast Ranges, inserita tra le riserve della biosfera il 30 giugno 1983. Il California Coast Ranges è protetto dalla "University of California Natural Reserve System".

## Gestione del parco

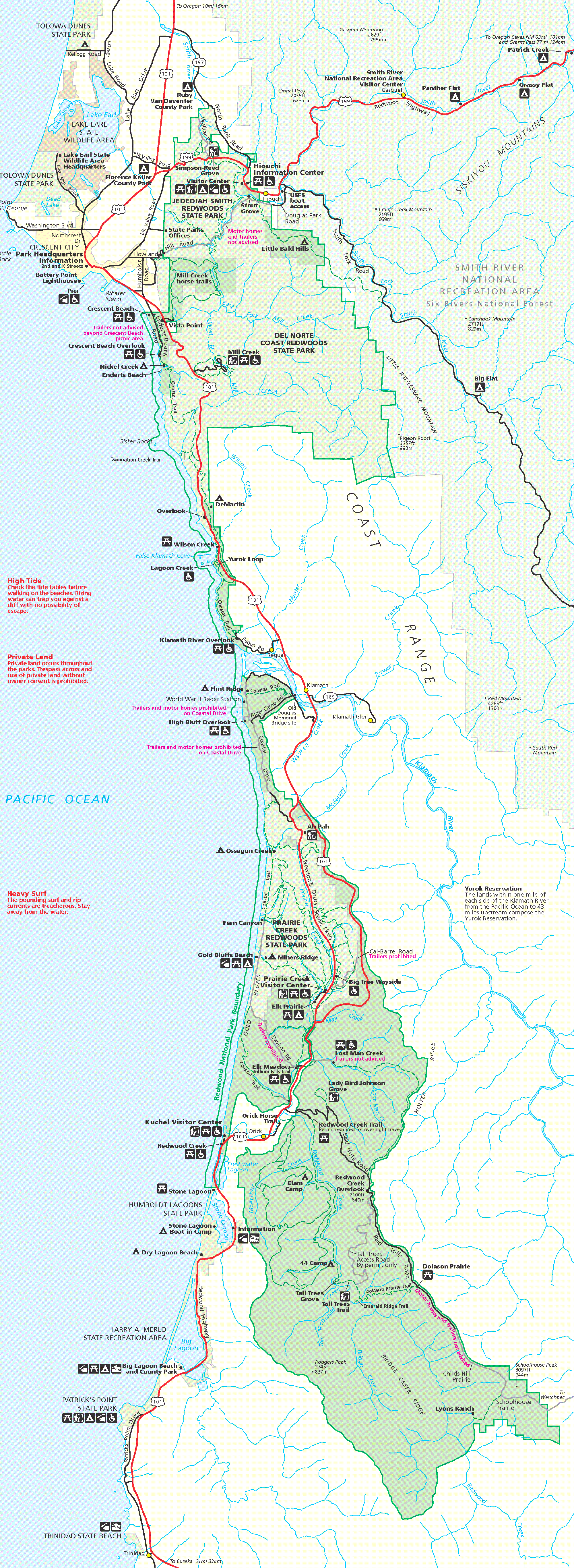
Mappa del Parco nazionale di Redwood

I parchi nazionali e statali sono gestiti congiuntamente dal National Park Service, un'agenzia federale dipendente dal Dipartimento degli Interni, e dal California Department of Parks and Recreation, con un budget annuale di 7.380.000 dollari (2004). Le due agenzie lavorano insieme per proteggere le sequoie, la costa incontaminata del Pacifico, le risorse culturali e l'ecosistema unico nel suo genere. Il terreno che venne aggiunto nel 1978 era stato disboscato in precedenza, e gli sforzi per ripristinarlo si sono succeduti per decenni. La mancanza di fondi ha precluso i miglioramenti più costosi, in ogni caso le compagnie di legname hanno ripiantato buona parte del terreno disboscato con specie non native. L'area costiera, comprese le zone desertiche e le praterie, sono state invase da specie esotiche, in parte a causa dell'opera degli incendi spontanei prima degli anni ottanta. Dal momento che le sequoie sono state tagliate in base alla loro accessibilità, lasciando per ultime le zone più isolate, la foresta si presenta adesso a macchie, separate tra loro anche da chilometri. In questi casi serviranno decenni per riportare lo stato del parco all'antico splendore, senza contare i costi da sostenere per riabilitare l'ecosistema.
All'interno del parco sono state tagliate alcune strade che permettono di ammirare gli scenari più spettacolari. Queste strade non raggiungono gli standard di sicurezza, ma al momento non si trovano i fondi per migliorarle. Anche le strutture del parco, come i centri visitatori e gli edifici degli impiegati, hanno bisogno di ristrutturazioni. I dipendenti controllano la qualità di acqua e aria, monitorano le specie a rischio, e lavorano nei pressi del California Coastal National Monument, gestito dal U.S. Bureau of Land Management. La sede del parco si trova a Crescent City.

## Risorse naturali

### Flora

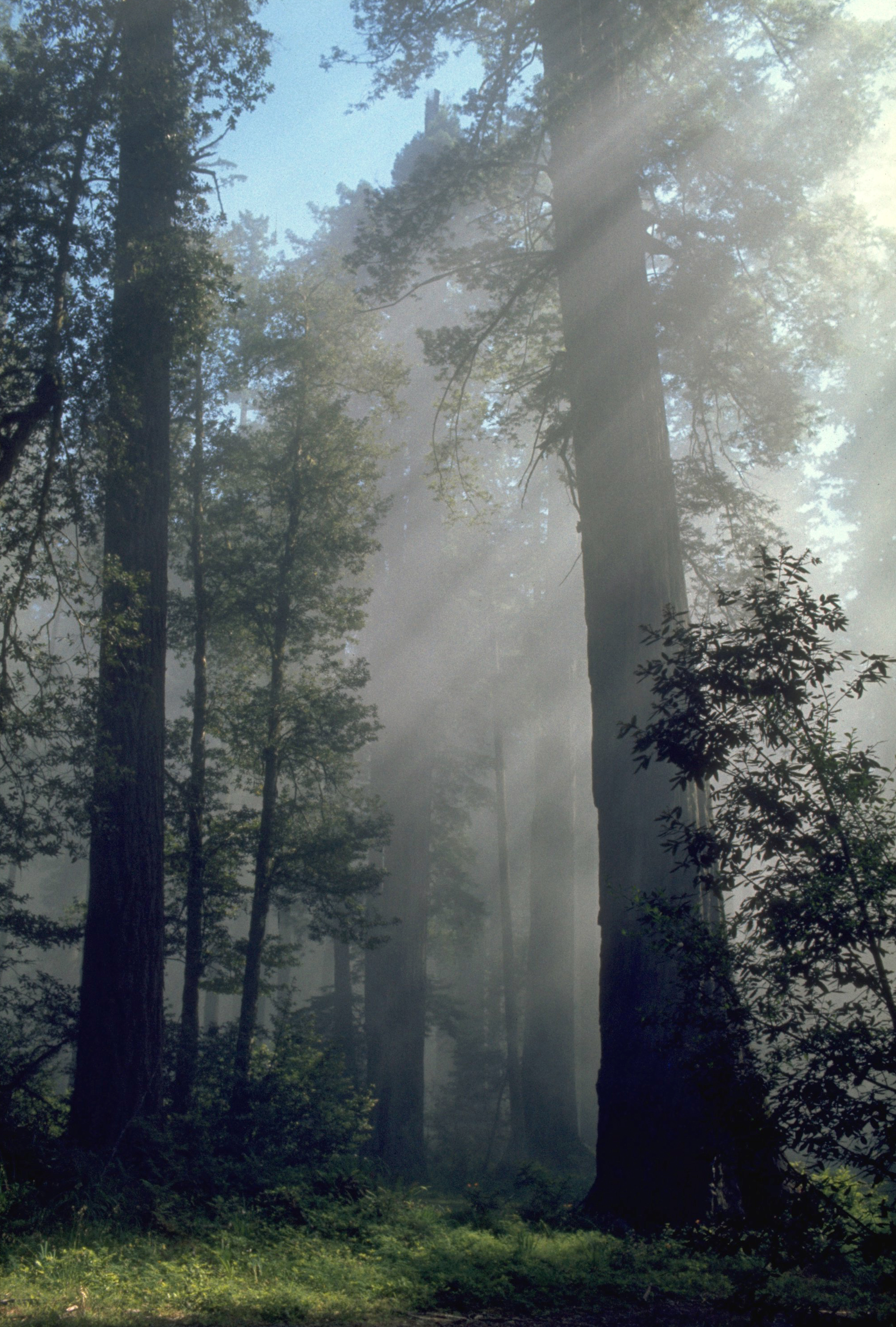
Macchia di sequoie avvolte nella nebbia

È stato stimato che la foresta vergine di sequoie copriva in passato 810.000 ettari della zona costiera della California. Ad oggi ne è rimasto solo il 4%, circa 34.000 ettari, ed il 45% di essi sono contenuti nel parco L'originaria foresta si estendeva dalla California settentrionale fino alla costa meridionale dell'Oregon. Questa specie di alberi è correlata strettamente con la sequoia gigante della California centrale, situata nel Sequoia National Park e, in modo più distaccato, con la metasequoia, indigena della regione cinese di Sichuan-Hubei.
Le sequoie della specie sempervirens sono gli alberi più alti del mondo. Nel settembre 2006 l'albero più alto del parco, Hyperion, è stato misurato in 115,55 metri; altri due, Helios e Icarus sono alti rispettivamente 114,77 e 113,21. Prima del settembre 2006 l'albero più alto era lo Stratosphere Giant, all'interno del parco statale di Humboldt Redwoods, alto 112,85 metri nel 2004. Per molti anni un albero chiamato semplicemente "Tall Tree" (albero alto), nel parco statale di Prairie Creek Redwoods, era valutato in 112,11 metri, anche se gli ultimi 3 metri sono stati dichiarati morti negli anni novanta. Un albero crollato nel 1991 venne misurato in 113,4 metri. Solo la Sequoia Gigante ha una massa superiore. La sequoia più voluminosa della specie sempervirens è la Lost Monarch, alta 98 metri con un volume di circa 1.200 m³, situata nel parco Jedediah Smith Redwoods State Park.
Le sequoie costiere vivono in media 600 anni, ed alcune oltre 2.000 anni, il che le pone tra gli organismi viventi più longevi del mondo. Sono particolarmente resistenti alle malattie a causa della spessa corteccia protettiva. Questi alberi preferiscono i terreni scoscesi, leggermente nell'entroterra e nei pressi di sorgenti d'acqua quali fiumi e torrenti, e sono, tra l'altro, gli alberi con tasso di crescita maggiore al mondo.
Sviluppano tronchi enormi che accumulano principi organici e possono alimentare gli enormi tronchi che si sviluppano sopra di loro. Di solito questo accade oltre i 50 metri di altezza. Gli scienziati, recentemente, hanno scoperto che le piante che crescono nelle foreste riescono a sopravvivere anche su questi terreni. Il terreno ospita invertebrati, molluschi, lombrichi e salamandre. Durante la stagione della siccità la cima di alcuni alberi muore, ma questo non implica la morte di tutto l'albero che, invece, continua a crescere. Le sequoie hanno sviluppato la capacità di rigenerare nuovi tronchi a partire dai rami. Questi tronchi secondari, chiamati, reiterazioni, sviluppano anche sistemi di radici alla loro base. Questo metodo permette di portare l'acqua anche agli strati superiori delle piante. La nebbia tipica delle coste fornisce circa un terzo del fabbisogno annuo di acqua.
Un'altra pianta tipica del luogo è la Duglasia, con esemplari di abete di Douglas che raggiungono i 90 metri. Gli abeti Sitka sono abbondanti lungo le coste e si adattano all'aria salata in modo migliore rispetto ad altre specie. La sempreverde tanoak produce frutti simili alle ghiande delle querce. Tanoak e querce sono entrambi membri della famiglia delle Fagaceae. All'interno del parco si trovano anche madroni, aceri macrofoglia,
lauri della California e ontani rossi.
Huckleberry, rovi e lamponi fanno parte del sottobosco e forniscono cibo per molte specie animali. Rododendri e azalee sono specie comuni nel parco, specialmente nella foresta vergine. Le felci sono prolifiche, soprattutto nei pressi di grandi fonti d'acqua. All'interno del parco statale di Prairie Creek Redwoods, il Fern Canyon è un paradiso per le felci che vivono lungo le pareti profonde dai dieci ai quindici metri.

### Fauna

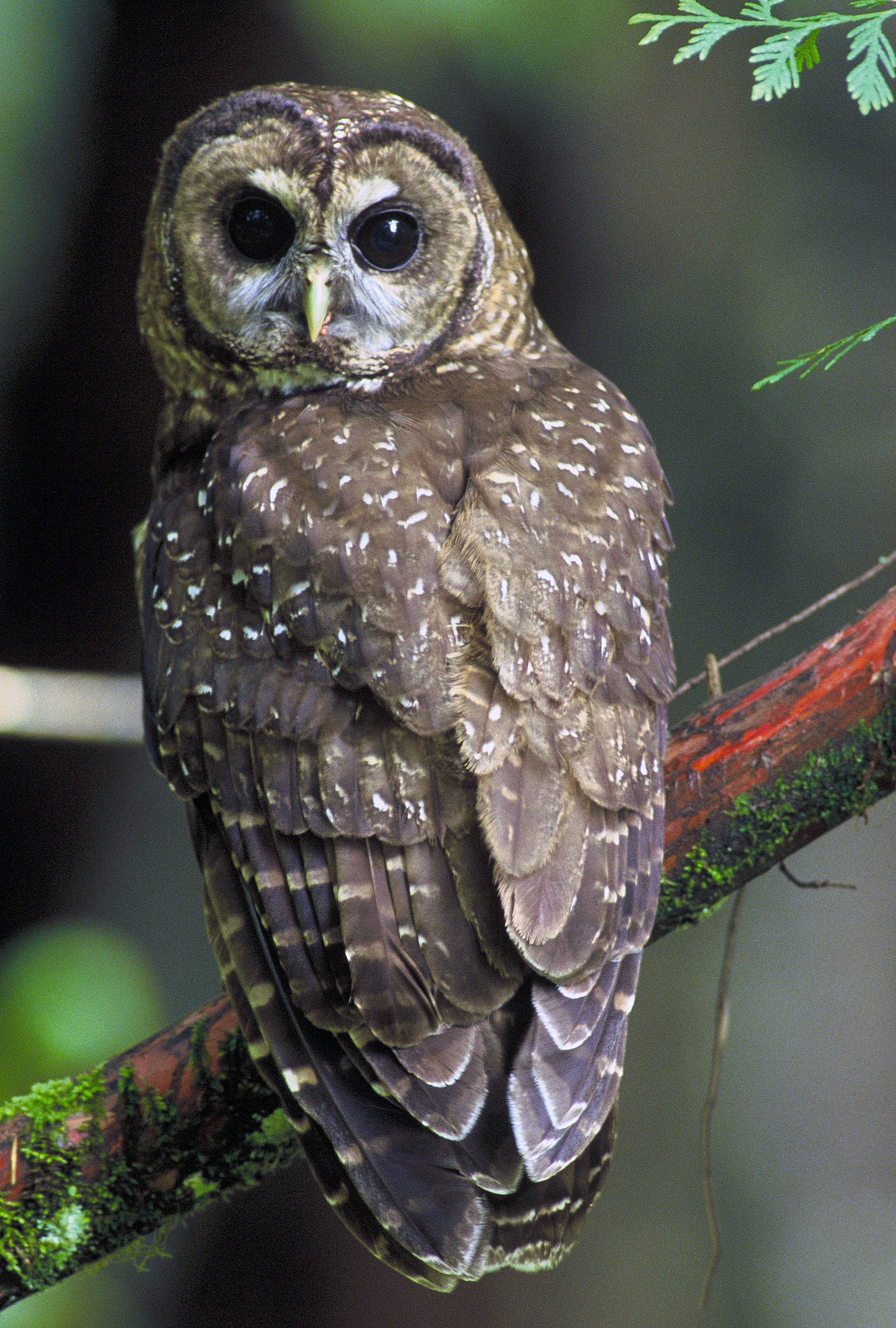
L'allocco maculato americano (Strix occidentalis caurina) è una delle specie a rischio che vivono nel parco

L'ecosistema del parco permette la vita a molte specie animali rare. Per la precisione esistono molti ecosistemi: le coste dell'oceano, fiumi, praterie e foreste fitte. Il pellicano bruno ed il goby del tidewater sono elencati nella lista federale delle specie a rischio. Anche l'aquila di mare testabianca, che di solito vive nei pressi di sorgenti d'acqua, fa parte dell'elenco stilato dall'U.S. Fish and Wildlife Service. Salmoni reali e leoni marini di Steller sono tra le specie acquatiche a rischio.
Oltre 40 specie di mammiferi sono stati documentati, compresi orsi neri, puma, linci rosse, castori americani, lontre di fiume nordamericane, cervi dalla coda nera, wapiti e coyote. Lungo le coste le otarie della California e le foche comuni vivono vicino alle spiagge e ai seastack, formazioni rocciose create dall'erosione che ha trasformato pezzi di costa in piccole isole. Occasionalmente si possono avvistare al largo delfini o balene grigie. I cervi sono i mammiferi più numerosi nel parco. Differenti specie di pipistrello vivono nel parco, ad esempio i serotini bruni, ed altri piccoli mammiferi come gli scoiattoli di Douglas e i glaucomi del Nord passano buona parte della loro vita sollevati da terra.
I pellicani bruni ed i marangoni dalla doppia cresta sono gli uccelli più diffusi lungo le coste e sugli scogli, mentre gli scolopacidi ed i gabbiani abitano le aree più interne. All'interno si trovano anche le specie abituate all'acqua dolce, come smerghi maggiori, falchi pescatori, poiane spallerosse, aironi azzurri maggiori e ghiandaie di Steller.
Anche rettili e anfibi sono ospiti del parco, specialmente serpenti, rane, salamandre giganti del Pacifico e tritoni.

### Geologia
La regione costiera settentrionale della California, compresi il parco e la zona al largo, è quella sismicamente più attiva degli Stati Uniti. I frequenti terremoti (di basso grado) hanno portato a spostamenti del corso dei fiumi e all'erosione delle coste. La placca nordamericana, quella pacifica e quella di Gorda sono zolle tettoniche che si incontrano a Cape Mendocino, solo 160 km a sud-ovest del parco. Negli anni novanta si sono avuti nove terremoti di almeno sei gradi di magnitudo lungo questa faglia, ed esiste la possibilità che si verifichi un terremoto di grandi dimensioni. I gestori del parco informano i visitatori del potenziale pericolo attraverso l'uso di volantini e tabelle informative in giro per il parco. Il pericolo di tsunami è particolarmente sentito, ed ai visitatori della zona costiera viene detto di raggiungere dei punti rialzati in seguito alle scosse sismiche.

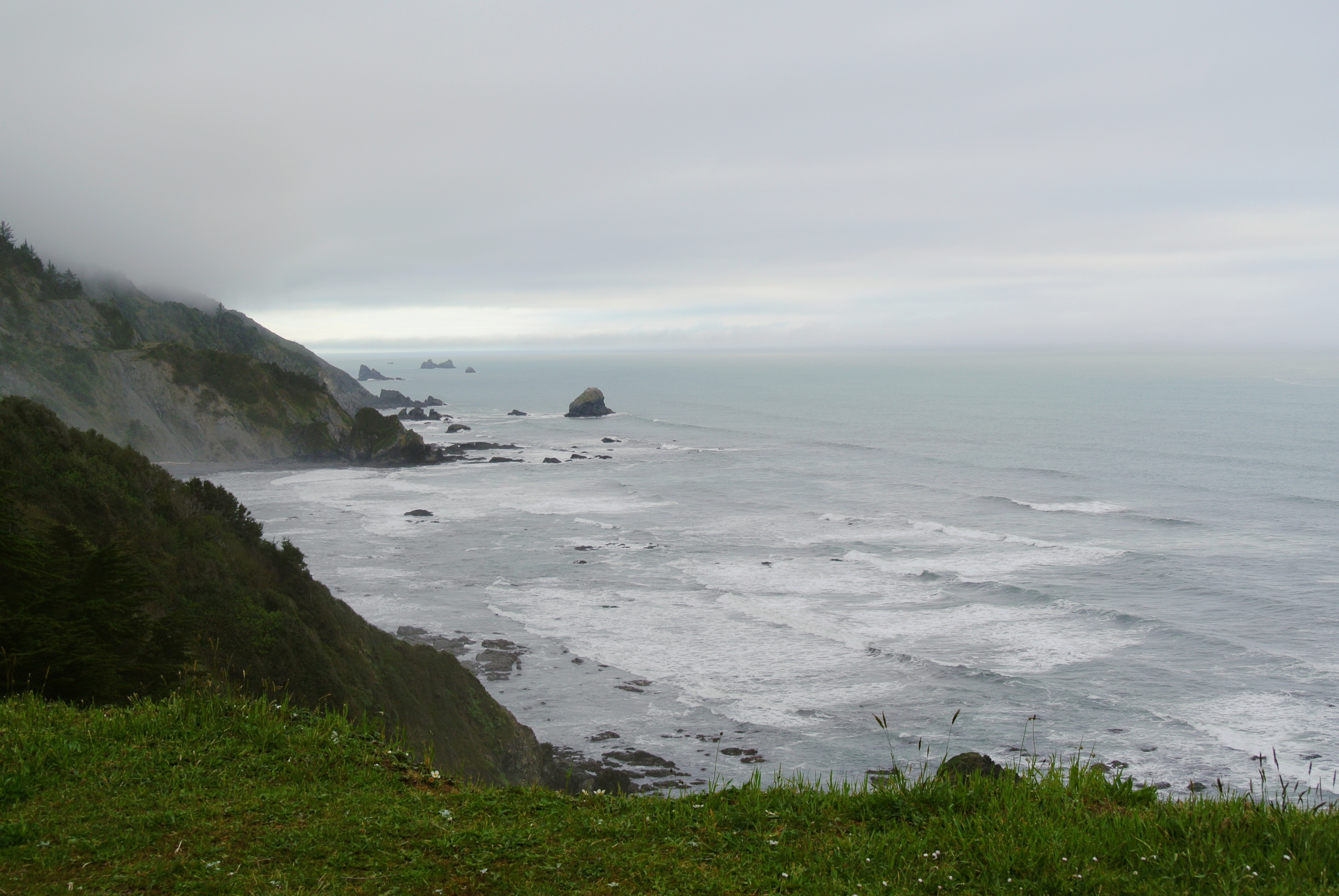
La zona costiera

All'interno del parco si trovano sia spiagge che montagne. La maggior parte delle rocce appartengono al Franciscan Assemblage, sollevatosi dall'oceano milioni di anni fa. Queste rocce sedimentarie sono principalmente arenaria, roccia di limo e argilla e, in quantità minore, roccia metamorfica come silicio di quarzo e chlorastrolite. Questo genere di rocce vengono erose facilmente, e sono visibili particolarmente lungo la costa e nei punti in cui fiumi e torrenti formano piccoli gorghi. Formatesi durante il cretacico, sono deformate dai processi di innalzamento e depressione. In alcune aree i fiumi hanno formato depositi fluviali di arenaria e conglomerati, trasportati a valle fino a raggiungere il parco. Redwood Creek segue la faglia Grogan; lungo la costa occidentale dell'insenatura si trovano schist ed altre rocce metamorfiche, mentre quelle sedimentarie del Franciscan Assemblage si trovano sul lato orientale.

### Clima
Il tempo nel parco viene fortemente influenzato dall'oceano Pacifico. Le temperature sulla costa fluttuano generalmente tra i 4 ed i 15 gradi centigradi durante l'anno, mentre nell'entroterra le estati sono più calde ed asciutte, e gli inverni più freddi. Le sequoie crescono ad almeno 2/3 chilometri dalla costa, ma a non più di 80 chilometri. In questa fascia c'è una grande umidità a causa delle forti piogge invernali e della nebbia estiva. Durante l'inverno cadono più di 250 cm di pioggia, mentre la neve è quasi inesistente a quote inferiori ai 450 metri di altitudine. Umidità e nebbia sono necessarie per la sopravvivenza del parco.

### Gestione degli incendi

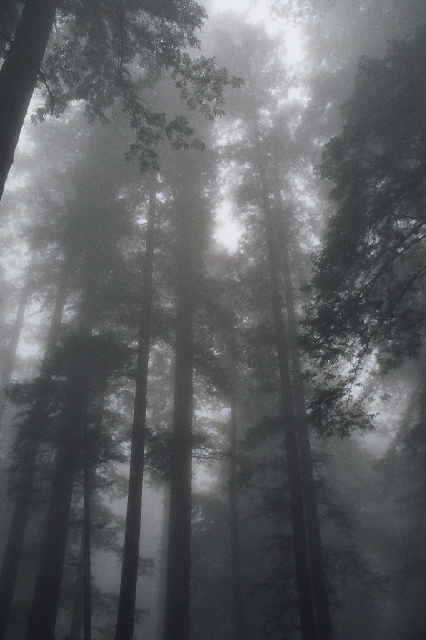
La nebbia è costante durante l'estate, come si può vedere, e gli incendi si concentrano in autunno

Gli incendi spontanei sono una parte naturale di molti ecosistemi terrestri. La natura si è adattata agli incendi in molti modi, e l'assenza di fiamme può, a volte, portare svantaggi. Gli incendi eliminano le piante morte e le relative malattie, arricchendo il suolo ed assicurando la salute della flora eliminando concorrenti nella lotta per le risorse. Prima dell'arrivo dei coloni europei gli incendi bruciavano periodicamente parti di foresta. Dal 1850 sono stati combattuti dalle lobby che gestivano il taglio del legname, che li considerava allo stesso tempo una perdita di materiale ed un rischio per la salute dei dipendenti. Minatori e boscaioli che arrivarono nella regione si assicuravano che gli incendi venissero spenti il più presto possibile, il che portò ad una flora debole e malata. Negli anni settanta i ricercatori individuarono i problemi delle piante nella mancanza di incendi. In seguito si passò all'uso di incendi creati dall'uomo al fine di eliminare i problemi ed evitare i rischi di incendi più gravi. Nel parco esiste un sistema che monitora gli incendi. Gli incendi controllati vengono gestiti con l'uso di combustibili. Il National Interagency Fire Center fornisce pompieri ed equipaggiamento in caso di incendi di grandi dimensioni.
Gli incendi vengono usati anche per preservare le praterie dall'invasione di specie non-autoctone e dall'allargamento della foresta, assicurando una superficie minima per la vita di cervi e daini. Anche le zone coperte da querce beneficiano degli incendi controllati, senza i quali gli abeti di Douglas prenderebbero il sopravvento abbassando la biodiversità. L'uso degli incendi nelle foreste vergini riduce la morte e la decadenza degli alberi, ed abbassa la mortalità delle grandi sequoie eliminando la vegetazione con cui si dividono le risorse.

## Svago
Oltre al DeMartin Redwood Youth Hostel, un ostello, non ci sono altri hotel o motel all'interno del parco. Nelle città vicine come Eureka e Crescent City si trovano altri posti letto. Il parco si trova 550 km a nord di San Francisco, California, e 530 a sud di Portland, e la U.S. Route 101 lo attraverso da nord a sud. La Smith River National Recreation Area, parte del Six Rivers National Forest, confina con il parco.
Mentre i parchi statali hanno dei campeggi a cui si può accedere anche in macchina, la parte federale del parco non ne possiede, e l'escursionismo è l'unico modo per raggiungerli. Esistono campeggi a Mill Creek nel parco statale Del Norte Coast Redwoods ed il Jedediah Smith campground nel parco statale Jedediah Smith Redwoods, che insieme contano 251 posti tenda, l'Elk Prairie campground nel parco statale di Prairie Creek Redwoods ne possiede 75, mentre il Gold Bluffs Beach ne conta altri 25. I parchi vicini dispongono di altri parchi. L'accesso ai campeggi è permesso solo su prenotazione e solo nei posti predisposti, tranne il campo di ghiaia lungo la Redwood Creek.

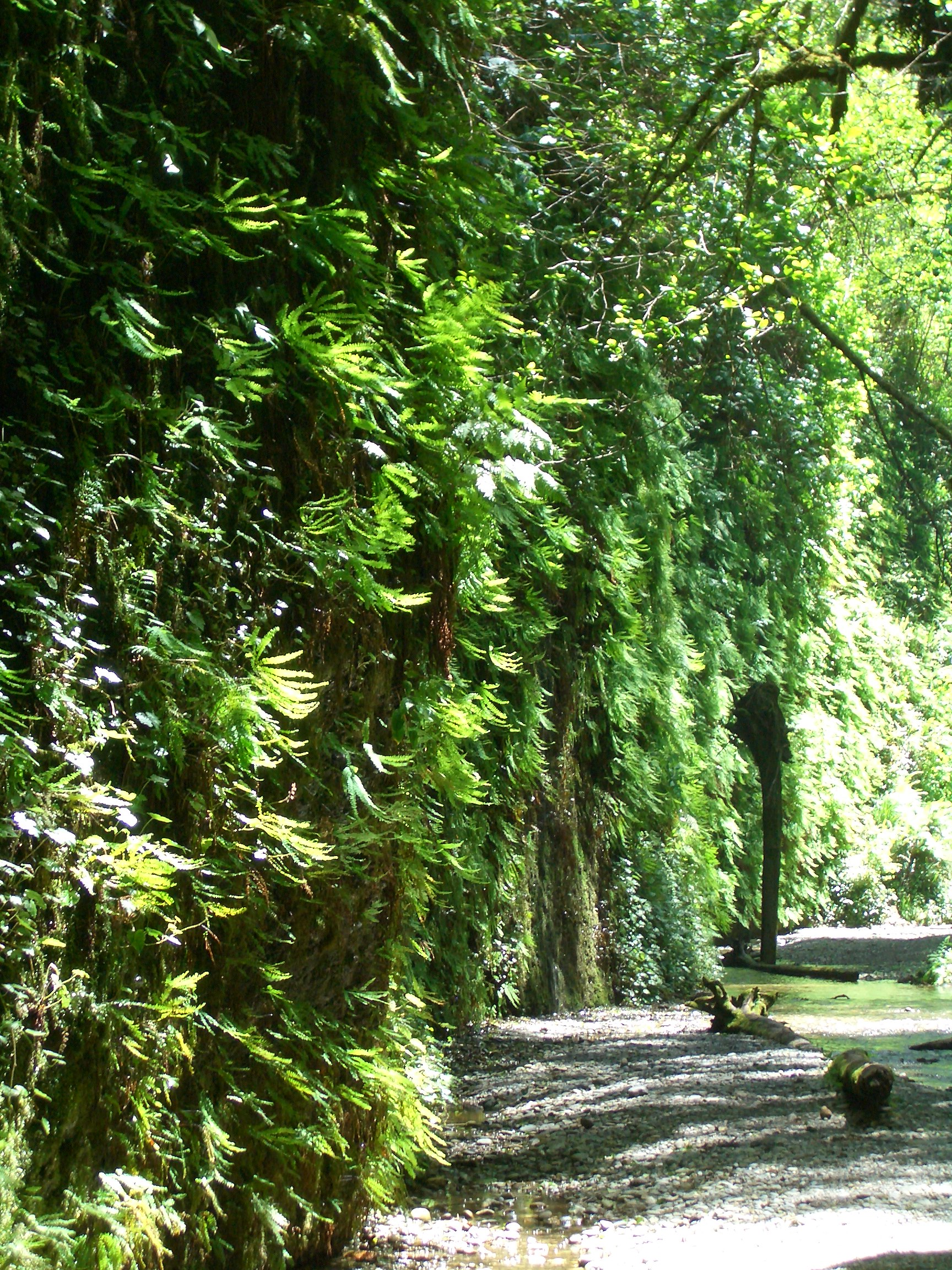
Sentiero per escursionisti lungo il Fern Canyon

Il campeggio è regolato da norme severe che ne impediscono lo sfruttamento eccessivo e permettono a più gruppi possibili di esplorare la foresta. La durata del pernottamento è limitato a cinque notti consecutive, e 15 notti nell'arco di un anno. È richiesto di rispettare le norme di immagazzinamento del cibo al fine di minimizzare gli incontri con gli orsi, e ad escursionisti e campeggiatori viene chiesto di portarsi via la propria spazzatura al termine della vacanza.
Vi sono almeno 320 chilometri di sentieri tracciati, ma durante la stagione delle piogge vengono chiusi alcuni passaggi ed asportati alcuni passaggi artificiali che, a causa delle piene violente, verrebbero spazzati via dall'acqua. Durante l'anno i sentieri sono spesso umidi e gli escursionisti hanno bisogno di essere equipaggiati per le forti piogge, ed i centri visitatori posseggono informazioni dettagliate sullo stato dei vari sentieri.
Escursioni a cavallo ed in mountain bike sono molto richieste, ma permesse solo su determinati percorsi. Anche il kayak è una delle discipline disponibili lungo la costa e su vari fiumi e torrenti. I canoisti sono soliti navigare lo Smith River, il più lungo dei fiumi californiani sprovvisti di diga. La pesca di salmoni e trote iridee è particolarmente efficace nei fiumi Smith e Klamath. In California è obbligatorio il possesso di una licenza per dedicarsi alla pesca in fiumi o torrenti. La caccia è vietata in tutto il parco, ma viene invece permessa nella vicina United States National Forest.
Il parco ha due centri visitatori e tre punti informazioni. Nei centri visitatori si possono trovare visite guidate al parco. Ogni campeggio organizza riunioni in cui si spiegano i fondamenti della lotta agli incendi, ed in cui si organizzano gite guidate. Nei parchi si trovano anche numerose aree picnic accessibili anche in macchina.

## I film
Il parco è stato usato come set cinematografico in numerosi film. Nella saga di Guerre stellari, le scene della luna boscosa di Endor che si vedono nel film Il ritorno dello Jedi (il sesto episodio) sono state girate nella macchia di sequoie giganti nella parte settentrionale di Humboldt County. Alcune scene di Il mondo perduto - Jurassic Park ed altre di Virus letale, sono state filmate nel vicino parco statale di Prairie Creek Redwoodsed e in quello di Patrick's Point.